# Maximinus (General)
Maximinus († 420) war ein spätantiker römischer General.
Marcellinus Comes berichtet, dass Maximinus, ein hoher General des oströmischen Kaisers Theodosius II., 420 bei einem Soldatenaufstand im Osten des Reiches ums Leben kam. Demnach töteten die Soldaten ihren Anführer (ductor) Maximinus. Mehr ist über ihn nicht bekannt.
Maximinus’ genauer Rang wird nicht genannt; vermutet wird, dass er magister militum per Orientem war, also als oberster Heermeister der im Osten des Reiches stationierten Truppen fungierte.